# S.O.B. (film)
Pour les articles homonymes, voir SOB.
Pour plus de détails, voir Fiche technique et Distribution.
S.O.B. est une comédie américaine réalisée par Blake Edwards, sortie le 1er juillet 1981, avec un nombre impressionnant de vedettes, parmi lesquelles : Julie Andrews, William Holden, Richard Mulligan, Robert Vaughn, Marisa Berenson, Robert Preston, Larry Hagman et Shelley Winters.

## Synopsis
Un réalisateur critiqué par le public et abattu par le départ de sa femme décide de trouver des solutions à propos de son dernier film, qui est un véritable échec. Il en tourne une version érotique pour le sauver.

## Fiche technique
- Titre original : S.O.B.
- Réalisation : Blake Edwards
- Scénario : Blake Edwards
- Photographie : Harry Stradling Jr.
- Montage : Ralph E. Winters
- Musique : Henry Mancini
- Décors : Rodger Maus
- Costumes : Theadora Van Runkle
- Chorégraphie : Paddy Stone
- Producteurs : Blake Edwards, Tony Adams, Gerald T. Nutting et Michael Wolf
- Société(s) de production : Artista Management, Geoffrey Productions, Lorimar Productions
- Pays de production :  États-Unis
- Langue : Anglais américain
- Budget : 14 867 086 $
- Format : Couleur (Metrocolor) — 35 mm — 2,35:1 — Son : Mono
- Genre : Comédie
- Durée : 122 minutes (2 h 2)
- Dates de sortie : 
  - États-Unis : 1er juillet 1981
  - France : 22 février 1984
- Classement : R

## Distribution
- Richard Mulligan (VF : Henri Labussiere) : le réalisateur fétiche Félix Farmer
- Julie Andrews (VF : Perrette Pradier) : Sally Miles
- William Holden (VF : Raymond Loyer) : Tim Culley
- Marisa Berenson (VF : Annie Balestra) :  Mavis
- Larry Hagman (VF : Dominique Paturel) : Dick Benson
- Robert Loggia (VF : André Valmy) : Herb Maskowitz
- Stuart Margolin (VF : Claude Rollet) : Gary Murdock
- Robert Preston (VF : Michel Barbey) :  Dr Irving Finegarten
- Craig Stevens (VF : Jean Lescot) : Willard
- Robert Webber (VF : Jean-Claude Michel) : Ben Coogan
- Loretta Swit (VF : Paula Dehelly) :  Roseau de Polly
- Robert Vaughn (VF : Gabriel Cattand) : David Blackman
- Shelley Winters (VF : Paule Emanuele) : Eva Brown
- Rosanna Arquette : Babs
- Jennifer Edwards : Lila
- Byron Kane : O’Ryan, directeur de la maison funéraire
- Virginia Gregg (VF : Ginette Franck) : l’épouse du directeur de la maison funéraire
- Gene Nelson: Clive Lytell
- Charles Lampkin : le majordome

## Récompenses et distinctions
1982 :
- Golden Globe de la meilleure comédie musicale
- Razzie Awards :
  - pire scénario pour Blake Edwards
  - pire réalisateur pour Blake Edwards
- NSFC Award du Meilleur second rôle pour Robert Preston
- WGA Awards de la Meilleure comédie originale à Blake Edwards

## Analyse
S.O.B. est une critique des milieux de la production cinématographique hollywoodienne au tournant des années 1980.
Le titre est l’acronyme d’expressions argotiques américaines retenues par Blake Edwards pour exprimer le point de vue satirique du film :
- « Standard Operational Bullshit » prononcé plusieurs fois par Ben Coogan (Robert Webber) dans la scène du bar qui suit la mort de Felix Farmer (Richard Mulligan) est traduit dans la VF par « bordel de Dieu ». Tiré de l'argot militaire Standard Operating Procedure[1], « Standard Operational Bullshit » est à prendre ici dans le sens de « conneries habituelles » ou « conneries d'usage », et fait référence à l'hypocrisie et à la duplicité régnant à Hollywood, brocardées dans S.O.B. et dénoncées dans cette scène.
- « Sexually Oriented Business » (« Industrie pornographique ») cible la contradiction entre les mœurs débridées en cours dans la bonne société du cinéma Hollywoodien, adepte de l’amour libre, et la vision « family friendly » (« cul-cul ») de la société américaine diffusée dans ses films telle que la vivent le directeur de la maison funéraire et son épouse. La vie hollywoodienne hors-champ est illustrée par les coucheries transactionnelles, auxquelles s'adonnent les responsables des studios et les comédiens, et par la fête orgiaque qui se déroule dans la villa de Felix Farmer. À l'occasion de sa quatrième tentative de suicide dont une fêtarde topless le détourne, Felix Farmer a une première vision créatrice : redonner une chance à son film Night Wind en le retournant en comédie musicale soft-porn. Lorsque son épouse et interprète, abonnée aux personnages lisses et insipides, apprend qu'il a engagé leur fortune dans l'opération, elle lui fait une violente scène. Il a alors une seconde révélation en voyant l’icône celluloïd s'enflammer, jurer et tenter de l'estourbir avec un Oscar : tuer symboliquement l'image de Peter Pan que porte sa star d'épouse et lui faire interpréter Gillian West, une femme d'affaires nymphomane montrant ses seins. Felix Farmer se sent alors investi de la mission d'en faire un monument cinématographique à l'immoralité et est convaincu qu'il rapportera entre 100 et 200 millions de dollars au box-office en correspondant au goût du public pour le sexe.
- « son of a bitch », (« fils de pute »). Insulte proférée plusieurs fois dans le film, elle vise les acteurs impitoyables de l'industrie cinématographique hollywoodienne. Qu'ils le soient sans vergogne comme David Blackman (Robert Vaughn) ou Dick Benson (Larry Hagman) président et directeur de Capitol Studios ou qu'ils le deviennent confrontés aux dures réalités de la machine à rêve; comme Felix Farmer qualifié affectueusement de « poor sweet son of a bitch » par son copain Ben Coogan dans la scène du bar. C'est cette expression qui a été retenue comme sous-titre sur l'affiche française du film pour évoquer la vision abâtardie du milieu du cinéma telle que décrite dans le film.

## Autour du film
- Selon les auteurs, la plupart des situations décrites dans le film sont fondées sur des faits et des personnes existants. Blake Edwards aurait, par exemple, beaucoup puisé dans ses souvenirs de tournage de Darling Lili (1970) et Deux Hommes dans l'Ouest (1971). Robert Vaughn, quant à lui, a récemment admis que son rôle était très inspiré du producteur Robert Evans.
- Parce que le film fut un flop retentissant en salles américaines, la campagne promotionnelle française misa exagérément sur la présence de Larry Hagman au générique (pourtant dans un rôle secondaire) à cause de son récent triomphe dans la série Dallas (1978-1991) allant dans l'affiche française du film jusqu'à décalquer son visage sur l'emblématique taureau de S.O.B. trônant sur un corps de femme dénudé.
- C'est le tout dernier film de William Holden qui, peu de temps après avoir achevé le tournage, se fit accidentellement une entaille au front en tombant après avoir trop bu.